# Channel Islands nationalpark
Channel Islands nationalpark ligger i Santa Barbara County och Ventura County i delstaten Kalifornien, USA. Nationalparken inkluderar öarna Anacapa, Santa Cruz, Santa Rosa, San Miguel och Santa Barbara, samt havet omkring. Dessa öar ingår i ögruppen Channel Islands.
Öarna har varit isolerade från fastlandet och utvecklat flora och fauna som inte finns någon annanstans.